# کلودیو پرونتو
کلودیو پرونتو (انگلیسی: Claudio Pronetto؛ زادهٔ ۲۷ اوت ۱۹۸۰) بازیکن فوتبال اهل آرژانتین است.
از باشگاه‌هایی که در آن بازی کرده‌است می‌توان به باشگاه فوتبال اتلتیکو تیگره و باشگاه فوتبال پی‌اس‌ام ماکاسار اشاره کرد.